# 普希金造型藝術博物館

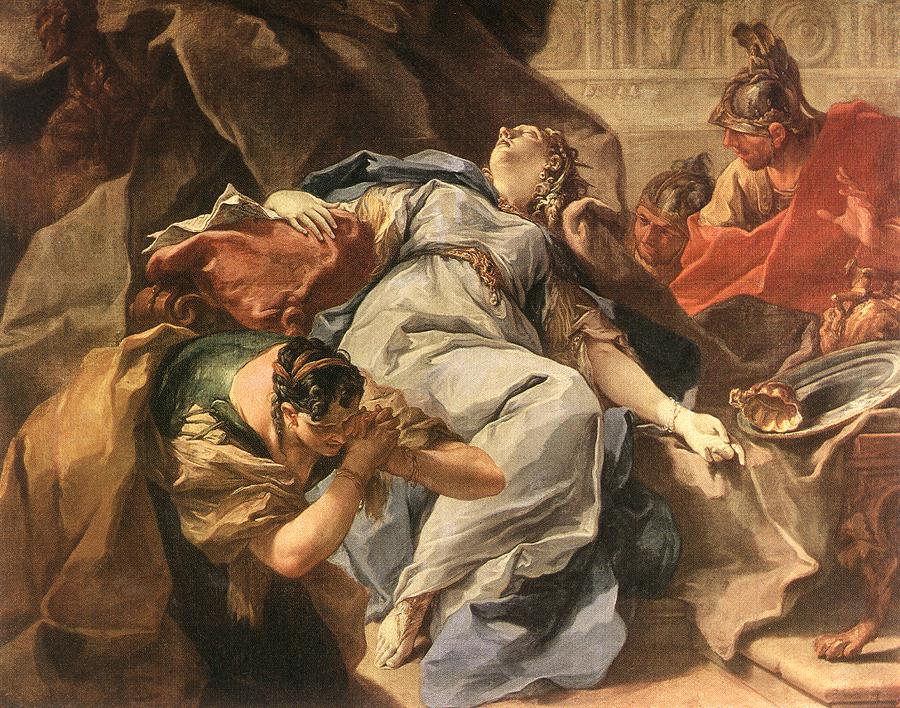
《索福尼斯巴之死》，詹巴蒂斯塔·皮托尼，1730

普希金造型藝術博物館（俄语：Музей изобразительных искусств им. А.С. Пушкина）是俄羅斯收藏外國美術作品居第二位的博物館，位於莫斯科沃爾康加街（Volkhonka），基督救世主大教堂對面。
博物館由Roman Klein設計，Yury Nechaev-Maltsov出資興建，建設工程於1898年開始，1912年完工。1937年，為紀念俄國詩人普希金辭世百週年而改名為普希金造型藝術博物館。館中藏品超過64萬件，收藏了歐洲著名的雕塑和繪畫。

## 收藏
普希金造型藝術博物館目前擁有約700,000幅繪畫、雕塑、素描、應用作品、照片、考古和動物。手稿部收載有關博物館歷史的文件、創始人Ivan Tsvetaev（1847-1913）、其他博物館工作者，著名藝術史學家和藝術家的科學和書信遺產。普希金造型藝術博物館有研究、修復工作室及科學圖書館。

### 繪畫
普希金造型藝術博物館藏品中的最早作品是拜占庭藝術品：馬賽克和聖像畫。西歐繪畫發展的早期階段是相對較小的，但非常令人印象深刻的義大利原始藝術。早期義大利藝術大廳於1924年10月10日開放，第一批原始繪畫於1910年由俄羅斯的里雅斯特領事米哈伊爾謝金（1871-1920）交給亞歷山大三世美術館。1924年以後，許多來自莫斯科和聖彼得堡國有和私人收藏畫被提供給博物館。這些作品來自莫斯科魯緬采夫博物館及謝爾蓋·特列季亞科夫（1834-1892）、尤蘇波夫、舒瓦洛夫、亨利布羅卡（1836-1900）、德米特里舒金（1855-1932）和其他俄羅斯收藏家。冬宮提供的作品特別重要。19世紀末和20世紀初法國畫家的作品從新西方國家博物館轉移至普希金造型藝術博物館。

### 平面藝術
繪畫和素描部成立於1924年，當時普希金造型藝術博物館收到莫斯科公共和魯緬采夫博物館的收藏。1861年，亞歷山大二世決定：莫斯科公共和魯緬采夫博物館收到冬宮的20,000份收藏。後來，普希金造型藝術博物館得到德米特·里羅文斯基（1824-1895），尼古拉·莫索洛夫（1846-1914）和謝爾蓋·基耶夫（1864-1927）。在蘇維埃時期，普希金造型藝術博物館從其他博物館（聖彼得堡冬宮、莫斯科俄羅斯國家歷史博物館和莫斯科新西方藝術國家博物館）的轉讓，增加繪畫和素描部的館藏。繪畫和素描部目前收藏大約400,000份印刷品，圖畫，書籍，海報，應用圖形、平面藝術作品。這些作品包含15世紀到現代的西歐，美國，俄羅斯和東方畫家，如阿尔布雷希特·丢勒、倫勃朗、魯本斯、雷諾瓦、畢加索、馬蒂斯、卡爾·布洛洛夫、伊凡諾夫、法沃斯基、德尼內卡、葛飾北齋和歌川廣重。

### 雕塑
西歐雕塑收藏品約600件。博物館多年來擴大館藏，目前擁有6至21世紀的作品。博物館的第一批文物是米哈伊爾舍金收藏的雕塑。十月革命後，博物館收到了許多國有化的雕塑。1924年，博物館開設繪畫大廳。1924年後，博物館逐漸獲得原始雕塑，並從莫斯科大學分離出來，開始獨立運作，成為西歐藝術博物館。雕塑部門成立後，獲得已解散的魯緬采夫博物館、前斯特羅加諾夫學校（莫斯科斯特羅加諾夫工業和應用藝術學院）、莫斯科家具博物館以及一些私人收藏品。因此，普希金造型藝術博物館收藏十五世紀和十六世紀木製雕塑作品，十六世紀和十七世紀青銅雕塑以及十八世紀法國作品。 
1948年國立西洋美術館關閉後，普希金博物館收藏60多件雕塑作品，包括羅丹、阿里斯蒂德·马约尔、安托万·布德尔、扎德金（Ossip Zadkine）、亞歷山大・阿基邊克（Aleksandr Archipenko）作品。現代雕塑收藏品由雕塑家自己贈送予普希金造型藝術博物館。

## 历任馆长
- 謝爾蓋·梅爾庫羅夫（1944年-1950年）
- 亚历山大·扎莫什金（1954年-1961年）
- 伊琳娜·安东诺娃（1961年-2013年）
- 玛丽娜·洛沙克（2013年-）